# Divji čas
Dvojni čas (COBISS) je pesniška zbirka Braneta Senegačnika, izšla je leta 2003 pri Novi reviji. 

## Vsebina
Dvojni čas je Senegačnikova četrta pesniška zbirka. Zbirka je sestavljena iz uvodne pesmi Pojte in petih ciklov (Monolog spomina, Metrum Octavia Paza, Ljubezenske elegije, Črke na nagrobniku in Facit). Za Senegačnikovo liriko je značilen intelektualen angažma, estetski hermetizem, zavezanost lepoti kot čistemu redu in smislu. Druga značilnost je pesnikovo začudenje nad nesnovnostjo glasbe, ki stoji v njegovih pesmih kot dopolnilo besed, kot njihov inspiracijski modus. Tretja značilnost njegove poezije pa je obnova intimnega in izpovedno zelo intenzivnega dojemanja sveta, ne da bi pesnik stopal v areno življenja in skušal spremeniti njegove socialne parametre.